# Moorland (Iowa)
Moorland és una població dels Estats Units a l'estat d'Iowa. Segons el cens del 2000 tenia 197 habitants.

## Demografia
Segons el cens del 2000, Moorland tenia 197 habitants, 81 habitatges, i 57 famílies. La densitat de població era de 76,1 habitants/km².
Dels 81 habitatges en un 30,9% hi vivien nens de menys de 18 anys, en un 58% hi vivien parelles casades, en un 7,4% dones solteres, i en un 29,6% no eren unitats familiars. En el 27,2% dels habitatges hi vivien persones soles l'11,1% de les quals corresponia a persones de 65 anys o més que vivien soles. El nombre mitjà de persones vivint en cada habitatge era de 2,43 i el nombre mitjà de persones que vivien en cada família era de 2,84.
Per edats la població es repartia de la següent manera: un 25,9% tenia menys de 18 anys, un 9,1% entre 18 i 24, un 24,4% entre 25 i 44, un 27,4% de 45 a 60 i un 13,2% 65 anys o més.
L'edat mediana era de 39 anys. Per cada 100 dones de 18 o més anys hi havia 94,7 homes.
La renda mediana per habitatge era de 43.750 $ i la renda mediana per família de 51.875 $. Els homes tenien una renda mediana de 32.188 $ mentre que les dones 25.417 $. La renda per capita de la població era de 16.051 $. Entorn del 3,7% de les famílies i el 6,6% de la població estaven per davall del llindar de pobresa.

## Poblacions més properes
El següent diagrama mostra les poblacions més properes.